# Dactylopteryx intermedia
Dactylopteryx intermedia är en bönsyrseart som beskrevs av Max Beier 1963. Dactylopteryx intermedia ingår i släktet Dactylopteryx och familjen Liturgusidae. Inga underarter finns listade i Catalogue of Life.